# Guy Cook
Guy Cook é um linguista conhecido por seu trabalho em linguística aplicada. Foi editor do periódico Applied Linguistics e presidente da Associação Britânica de Linguística Aplicada. Cook vê o discurso como uma substância que se transforma hierarquicamente em forma e, finalmente, em interação.